# Richard Lioger
Richard Lioger, né le 18 septembre 1957 à Paris, est un homme politique français. 
Il est député de la 3e circonscription de la Moselle de 2017 à 2022. Il siège à la commission des affaires économiques de l’Assemblée nationale et est rapporteur pour avis de la loi de finance sur la partie concernant les grands organismes de recherche.

## Biographie
Après des études au lycée Paul-Éluard à Saint-Denis, Richard Lioger rentre dans l’école d’éducateur spécialisé de Neuilly-sur-Marne où il rencontre François Chérèque et comme lui restera adhérent de la CFDT, notamment délégué syndical de l'école. Adhérent aussi du PSU très jeune, il y restera jusqu'en 1984. Il y décroche son diplôme en 1978, après plusieurs stages, notamment en prévention de la délinquance dans la cité des Bosquets à Montfermeil en Seine-Saint-Denis. Il travaille ensuite comme éducateur spécialisé en foyer, tout en poursuivant des cours de philosophie à l’université de Vincennes. 
Après un Deug de sociologie en 1981 à l’université de Besançon, il devient éducateur auprès du juge des enfants dans le Jura. En même temps, il continue ses études d’ethnologie à Lyon-2 : licence, maîtrise puis un DEA. 
En 1985, il lance la Radio Evasion puis l’année suivante, il travaille sur contrat de recherche avec le ministère de la Culture pour faire des études sur le patrimoine ouvrier de l'arc jurassien français et en 1987, il fonde le Laser, un laboratoire de recherche en sociologie. En 1988, il soutient sa thèse de troisième cycle sur le thème : « Sourciers et radiesthésistes ruraux ». Il s’inscrit à l’école Varan de Paris, pour suivre un an de formation sur le cinéma documentaire. Il a par la suite réalisé 7 films. 
Il devient maître de conférences en 1992, à l’université de Metz et créé la licence et la maîtrise d’ethnologie en 1996. En 1998, il soutient une thèse d’habilitation à Metz, intitulée "Du don au savoir-faire" et est nommé professeur d’ethnologie en 1999. 
En 2001, il est élu pour 3 ans au comité national du CNRS, il y assure la présidence par intérim de la section ethnologie. Il est président fondateur de l’ADEES (Association des ethnologues enseignants du supérieur). En 2000, il est doyen de la faculté de sciences humaines et arts. 
En 2003, il devient président de l’université Paul-Verlaine de Metz, et en 2004 il devient membre du Conseil économique et social de Lorraine. Puis en 2005, il est élu pour deux ans 3e vice-président de la conférence des présidents d’Université.

### Carrière politique
Il entre au Parti socialiste en 2005. En mars 2008, il devient 1er adjoint au maire de la ville de Metz et vice-président de Metz Métropole, et est élu conseiller régional de la Lorraine de 2010 à 2015. Il est candidat aux élections européennes de 2009 et aux élections régionales de 2015 dans la région Grand Est, sans être élu. De 2012 à 2015, il est membre du Conseil national du Parti socialiste.
En octobre 2016, il brigue l'investiture du parti socialiste pour l'élection législative de juin 2017 sur la troisième circonscription de la Moselle mais est contraint de renoncer, la circonscription étant réservée à une femme. Il officialise à cette occasion son soutien à la candidature d’Emmanuel Macron pour l'élection présidentielle de 2017 et « choisit de rejoindre le mouvement En Marche ! d’Emmanuel Macron tout en demeurant adhérent du Parti socialiste ».
Il indique entre les deux tours de l'élection présidentielle qu'« [il] ne s'engagera pas aux législatives » ; Cependant, il sollicite le 8 mai 2017, l'investiture En Marche !,, qu'il obtient le 11 mai 2017, entraînant son exclusion du Parti socialiste,.
Il est élu député de la Moselle (3e circonscription) le 18 juin 2017 avec 51,21 % des voix face à Marie-Jo Zimmermann qui briguait un cinquième mandat.
Le 3 avril 2018 il est désigné par le groupe LREM de l’Assemblée nationale comme co-rapporteur des titres I et IV avec Christelle Dubos, alors députée de la Gironde, chargée des titres II et IV, du projet de Loi portant évolution du logement, de l'aménagement et du numérique ou loi ÉLAN.
Richard Lioger est candidat à l'investiture de La République en marche pour les élections municipales à Metz qu'il obtient le 7 octobre, préféré à la référente LREM de Moselle Béatrice Agamennone, après que l’ex-eurodéputée MoDem Nathalie Griesbeck eut indiqué la semaine précédente renoncer à se présenter. Sa liste, arrivée en 4e position avec 7,2% des voix, est éliminée au premier tour de l'élection le 15 mars 2020.
Candidat à sa succession dans la 3e circonscription de Moselle lors des élections législatives de juin 2022, il est battu dès le premier tour de l'élection le 12 juin 2022 avec 14,87% des voix.

## Distinctions
- Chevalier de l'ordre national du Mérite (14 novembre 2013)[17]
- Officier de l'ordre des Palmes académiques

## Autres responsabilités
- Vice-président de la fédération nationale des Epl[18]
- Membre du Conseil national de l’habitat[19].

## Anciens mandats
- Conseiller municipal de Metz, Moselle.
- 1er Adjoint de Dominique Gros, maire de Metz.
- Vice-président de la communauté d'agglomération de Metz Métropole (CA2M).
- Président de la Société d’Aménagement et de Restauration de Metz Métropole.
- Conseiller régional de Lorraine

## Publications
- 1993 : Sourciers et radiesthésistes ruraux, Presses universitaires de Lyon
- 2002 : La Folie du Chaman. Histoire de l’ethnopsychanalyse, PUF
- 2013 : Metz Métamorphose d'une ville, Éditions Serpenoise
- 2020 : Parcours d'un Messin engagé, Serge Domini Editeur